# IPB Challenge
De naar de in de Antwerp Expo gehouden Industrie- & Projectbouw beurs genoemde IPB Challenge was een Belgische architectuurprijs, gehouden in 2007 en 2010. Het was een samenwerking van easyFairs, Redactiebureau Palindroom,  architectenorganisaties Bond Vlaamse Architecten en NAV, vlaamsearchitectuur.be en Assiver verzekeringen.
De IPB Challenge begon met een wedstrijd voor Industriële-logistieke bouw, maar had in de tweede editie de categorie scholenbouw toegevoegd. Voor beide categorieën werd door een vakjury vijf ingezonden projecten geselecteerd, waarna de winnaar middels publiekstemmen bepaald werd.

## Shortlists en winnaars
| Jaar | Categorie                   | Shortlisted projects en winnaars | Ref.        |
| ---- | --------------------------- | --- | ----------- |
| 2007 | Industriële-logistieke bouw | - EPC-drukcenter, door ELD - NIKE-gebouw, door Signum (Laakdal) |             |
| 2010 | Industriële-logistieke bouw | - Peperkoekfabriek Lokeren, door BLAF - Callens & EMK Waregem, door Goedefroo & Goedefroo - Duco Veurne, door Govaert & Vanhoutte - Hain Celestial Europe (Aalter), door ARKS - Brandweer Lommel / Werkplaatsen Neerpelt, door Schurmans & Weijnjes | [ 6 ] [ 7 ] |
| 2010 | Scholenbouw                 | - KASKA-school (Antwerpen), door RDBM - Sint-Ursulaschool (Laken), door Tom Thys - Basisschool De Dender (Geraardsbergen), door Compagnie O | [ 7 ]       |